# ستان بنيون
ستان بنيون (بالإنجليزية: Stan Bennion)‏ هو لاعب كرة قدم بريطاني، ولد في 9 فبراير 1938 في بلكن في المملكة المتحدة، وتوفي في 5 أغسطس 2013 في Llay ‏ في المملكة المتحدة. لعب مع نادي تشستر سيتي ونادي ريكسهام ونادي ريل.